# Heavy Metal Thunder - Live - Eagles over Wacken
Heavy Metal Thunder - Live - Eagles over Wacken è il settimo album dal vivo del gruppo musicale britannico Saxon, pubblicato nel 2012 dalla UDR Music e distribuito dalla EMI.

## Il disco
L'album venne registrato dal vivo durante il festival musicale tedesco Wacken Open Air del 2009, a trent'anni dalla nascita del gruppo. Per l'occasione, alcuni mesi prima dell'evento, la band lanciò un sondaggio tra i fan per scegliere almeno una canzone da ogni album in studio fino ad allora realizzato; i brani prescelti formarono la scaletta del concerto. Durante l'esibizione il gruppo decise però di non eseguire la canzone che sarebbe dovuta essere tratta dall'album Destiny.
Il disco uscì in tre diversi formati: in doppio CD, in triplo LP e in download digitale. La versione scaricabile non è tratta dal concerto del 2009 ma contiene le tracce presenti sul DVD Best of W:O:A 2004, '07, '09, ad eccezione della seconda e della terza che sono invece sostituite da Stay Clean e Iron Fist dei Motörhead, invitati sul palco per suonarle insieme ai Saxon.

### Tracce
W:O:A 2009 Fan's Choice Setlist Full Show
CD1
1. Battalions of Steel – 6:17 (Biff Byford, Paul Quinn, Doug Scarratt, Nibbs Carter, Nigel Glockler)
2. Let Me Feel Your Power – 3:45 (Byford, Quinn, Scarratt, Carter, Glockler)
3. Lionheart – 6:30 (Byford, Quinn, Scarratt, Carter, Jörg Michael)
4. Strong Arm of the Law – 4:49 (Byford, Quinn, Graham Oliver, Steve Dawson, Pete Gill)
5. Killing Ground – 4:43 (Byford, Quinn, Scarratt, Carter, Fritz Randow)
6. Metalhead – 4:57 (Byford, Quinn, Scarratt, Carter)
7. Wheels of Steel – 6:48 (Byford, Quinn, Oliver, Dawson, Gill)
8. Unleash the Beast – 3:55 (Byford, Scarratt, Carter, Glockler)
9. Dogs of War – 2:53 (Byford, Quinn, Oliver, Carter, Glockler)
10. Rock'n'roll Gypsy – 4:38 (Byford, Dawson)
11. Rock the Nations – 4:43 (Byford, Quinn, Oliver, Glockler)
12. Motorcycle Man – 4:03 (Byford, Quinn, Oliver, Dawson, Gill)

CD2
1. Forever Free – 4:09 (Byford, Quinn, Oliver)
2. Solid Ball of Rock – 5:29 (Bram Tchaikovsky, Micki Broadbent)
3. Crusader – 5:33 (Byford, Quinn, Oliver, Dawson, Glockler)
4. Power and the Glory – 6:26 (Byford, Quinn, Oliver, Dawson, Glockler)
5. Princess of the Night – 4:20 (Byford, Quinn, Oliver, Dawson, Gill)
6. Heavy Metal Thunder – 3:45 (Byford, Quinn, Oliver, Dawson, Gill)
7. Live to Rock – 7:08 (Byford, Quinn, Scarratt, Carter, Glockler)
8. 747 (Strangers in the Night) – 5:20 (Byford, Quinn, Oliver, Dawson, Gill)
9. Stallions of the Highway – 3:49 (Byford, Quinn, Oliver, Dawson, Gill)
10. Denim and Leather – 5:53 (Byford, Quinn, Oliver, Dawson, Gill)

L'edizione in vinile contiene sul primo disco le sei tracce iniziali (tre per lato), sul secondo le seguenti otto tracce (quattro per lato) e sul terzo le ultime otto (quattro per lato).

## Il video
Il DVD, edito dalla UDR Music e distribuito dalla EMI, uscì in versione standard con custodia Amaray e in formato digipack con l'aggiunta di due CD; questi ultimi contengono il live registrato durante l'esibizione del 14 aprile 2011 a Glasgow. Il video è composto dai migliori spezzoni tratti dalle esibizioni della band al Wacken Open Air del 2004, 2007 e 2009 e dai contenuti extra: Behind the Scenes (un'intervista dietro le quinte) e Slideshow.
Venne anche pubblicato in edizione limitata a 1000 copie, non commercializzato, ma venduto direttamente tramite i siti ufficiali della band e dell'etichetta discografica. Questa versione include il suddetto digipack e tre DVD con i concerti interi del 2004, 2007 e 2009 , oltre ad una bandiera e a biglietti personalizzati per i futuri concerti dei Saxon.

### Specifiche tecniche
- Supporto: DVD 9
- Codice regione: 0
- Formato video: 16:9 NTSC
- Formato audio: Dolby Digital 2.0 e 5.1

### Tracce
Best of W:O:A 2004, '07, '09
1. Intro – 1:05
2. Battalions of Steel – 4:03 (Biff Byford, Paul Quinn, Doug Scarratt, Nibbs Carter, Nigel Glockler)
3. Heavy Metal Thunder – 3:23 (Byford, Quinn, Graham Oliver, Steve Dawson, Pete Gill)
4. Metalhead – 4:54 (Byford, Quinn, Scarratt, Carter)
5. Let Me Feel Your Power – 4:25 (Byford, Quinn, Scarratt, Carter, Glockler)
6. To Hell and Back Again – 3:35 (Byford, Quinn, Oliver, Dawson, Gill)
7. If I Was You – 3:19 (Byford, Quinn, Scarratt, Carter, Glockler)
8. Killing Ground – 4:52 (Byford, Quinn, Scarratt, Carter, Fritz Randow)
9. Unleash the Beast – 3:55 (Byford, Scarratt, Carter, Glockler)
10. Dogs of War – 2:56 (Byford, Quinn, Oliver, Carter, Glockler)
11. Rock'n'roll Gypsy – 4:28 (Byford, Dawson)
12. Are We Travellers In Time – 4:36 (Byford, Quinn, Scarratt, Carter)
13. The Eagle Has Landed – 7:42 (Byford, Quinn, Oliver, Dawson, Glockler)
14. 747 (Strangers In the Night) – 5:02 (Byford, Quinn, Oliver, Dawson, Gill)
15. Dallas 1pm – 7:04 (Byford, Quinn, Oliver, Dawson, Gill)
16. Witchfinder General – 4:44 (Byford, Quinn, Scarratt, Carter, Jörg Michael)
17. Solid Ball of Rock – 5:18 (Bram Tchaikovsky, Micki Broadbent)
18. 20,000 Feet – 3:17 (Byford, Quinn, Oliver, Dawson, Gill)
19. Red Star Falling – 6:33 (Byford, Quinn, Scarratt, Carter, Glockler)
20. Rock the Nations – 4:22 (Byford, Quinn, Oliver, Glockler)
21. Power and the Glory – 6:12 (Byford, Quinn, Oliver, Dawson, Glockler)
22. Stallions of the Highway – 3:31 (Byford, Quinn, Oliver, Dawson, Gill)
23. Live To Rock – 5:44 (Byford, Quinn, Scarratt, Carter, Glockler)
24. And the Bands Played On – 4:12 (Byford, Quinn, Oliver, Dawson, Gill)
25. Princess of the Night – 5:00 (Byford, Quinn, Oliver, Dawson, Gill)
26. I've Got To Rock (To Stay Alive) – 5:23 (Byford, Quinn, Scarratt, Carter, Glockler)
27. Attila the Hun – 9:28 (Byford, Quinn, Scarratt, Carter, Glockler)
28. Denim and Leather – 5:09 (Byford, Quinn, Oliver, Dawson, Gill)
29. Ashes To Ashes – 4:29 (Byford, Quinn, Scarratt, Carter, Glockler)
30. Crusader – 7:45 (Byford, Quinn, Oliver, Dawson, Glockler)
31. Wheels of Steel – 13:46 (Byford, Quinn, Oliver, Dawson, Gill)

Edizione DVD + 2CD
Glasgow Live, 14 April 2011
CD1
1. Hybrid (Intro) – 3:22
2. Hammer of the Gods – 4:40 (Byford, Quinn, Scarratt, Carter, Glockler)
3. Heavy Metal Thunder – 3:08 (Byford, Quinn, Oliver, Dawson, Gill)
4. Back In 79 – 3:27 (Byford, Quinn, Scarratt, Carter, Glockler)
5. Never Surrender – 3:47 (Byford, Quinn, Oliver, Dawson, Gill)
6. I've Got To Rock (To Stay Alive) – 4:57 (Byford, Quinn, Scarratt, Carter, Glockler)
7. Dallas 1pm – 6:22 (Byford, Quinn, Oliver, Dawson, Gill)
8. Call To Arms – 4:27 (Byford, Quinn, Scarratt, Carter, Glockler)
9. Solid Ball of Rock – 6:07 (Bram Tchaikovsky, Micki Broadbent)
10. Demon Sweeney Todd – 4:29 (Byford, Quinn, Scarratt, Carter, Glockler)
11. And the Bands Played On – 3:26 (Byford, Quinn, Oliver, Dawson, Gill)
12. Man and Machine – 3:40 (Byford, Quinn, Scarratt, Carter, Michael)
13. Play It Loud – 3:27 (Byford, Quinn, Oliver, Dawson, Gill)
14. When Doomsday Comes (Hybrid Theory) – 4:27 (Byford, Quinn, Scarratt, Carter, Glockler)
15. To Hell and Back Again – 4:05 (Byford, Quinn, Oliver, Dawson, Gill)

CD2
1. Motorcylce Man – 4:23 (Byford, Quinn, Oliver, Dawson, Gill)
2. Denim and Leather – 5:21 (Byford, Quinn, Oliver, Dawson, Gill)
3. Princess of the Night – 6:31 (Byford, Quinn, Oliver, Dawson, Gill)
4. Crusader – 5:43 (Byford, Quinn, Oliver, Dawson, Glockler)
5. 747 (Strangers In the Night) – 5:21 (Byford, Quinn, Oliver, Dawson, Gill)
6. The Eagle Has Landed – 7:36 (Byford, Quinn, Oliver, Dawson, Glockler)
7. 20,000 Feet – 3:45 (Byford, Quinn, Oliver, Dawson, Gill)
8. Strong Arm of the Law – 5:47 (Byford, Quinn, Oliver, Dawson, Gill)
9. Wheels of Steel – 11:31 (Byford, Quinn, Oliver, Dawson, Gill)

## Formazione
- Biff Byford – voce
- Paul Quinn – chitarra
- Doug Scarratt – chitarra
- Nibbs Carter – basso
- Nigel Glockler – batteria
- Fritz Randow – batteria (tracce del Wacken Open Air del 2004)